# Известная Македония
Изве́стная Македо́ния (греч. Μακεδονία ξακουστή — Maкедони́а ксакусти́) — патриотическая песня, считающаяся неофициальным гимном греческой провинции Македония.
Она ассоциируется с «Македонской борьбой за свободу» (Македонмахи).
До начала 24-часового радиовещания, она исполнялась в конце вещания на македонском радио-канале в Греции («Radio-Makedonia 102FM»), перед национальным гимном Греции. Также песня может быть услышана на парадах, или национальных праздниках.
В соответствии с веб-сайтом Армии Греции, этот военный марш (εμβατήριο) основан на «Македонском танце» (Μακεδονικός Χορός), который связан с византийским «Акритом».
Она написана в дорическом стиле, в 15-слоговом ямбе (ιαμβικός δεκαπεντασύλλαβος).

## Гимн Македонии
| Греческая версия : Μακεδονία ξακουστή | Транслитерация: Македониа ксакусти | Русский перевод: Известная Македония |
| --- | --- | --- |
| Μακεδονία ξακουστή, του Αλεξάνδρου η χώρα, που έδιωξες τους βάρβαρους κι ελεύθερη είσαι τώρα! Είσαι και θα ΄σαι ελληνική, Ελλήνων το καμάρι, κι εμείς θα σ'αντικρύζουμε, περήφανα και πάλι! Οι Μακεδόνες δε μπορούν να ζούνε σκλαβωμένοι, όλα και αν τα χάσουνε η λευτεριά τους μένει! | Македониа ксакусти, ту Александру и хора, пу эдиоксес тус варварус, ки элефтери исе тора! Исе ке та се Эллиники, Эллинон то камари, ки эмис та с’антикризуме, перифана ке пали! И Македонес де борун на зуне склавомени, ола ке ан та хасуне и лефтериа тус мени! | Известная Македония Земля Александра, Ты прогнала варваров, И теперь ты свободна! Ты есть и будешь греческой, Великая слава греков, И мы будем смотреть на тебя с гордостью снова! Македонцы не могут жить порабощенными, даже если они потеряют все, они все же будут свободны! |

В первые десятилетия XX века в третьей строке гимна пели «ты прогнала болгар», но с потеплением греко-болгарских отношений, слово «Βούλγαρους» («Болгары») было заменено на более политкорректное и абстрактное «βάρβαρους» («варвары») чтобы устранить оскорбительный характер и направленность против конкретной нации.
Также строки «κι εμείς θα σ'αντικρύζουμε, ελεύθερη και πάλι!» («И мы будем смотреть на тебя с гордостью снова!!») иногда поются «κι εμείς τα Ελληνόπουλα, σου πλέκουμε στεφάνι!» («и мы, сыны Греции, возложим на тебя корону»).
Аудиозаписи
- Maкедониа ксакусти
- Maкедониа ксакусти в исполнении военного оркестра